# David Wallechinsky
David Wallechinsky (*5. února 1948) je americký publicista a historik, autor řady úspěšných referenčních příruček.
Wallechinsky je syn spisovatele Irvinga Wallace, se kterým spolupracoval na některých společných knihách, zvláště na bestselleru The Book of Lists (první svazek 1977), ve kterém shromažďovali seznamy lidí či událostí vypracované podle nezvyklých a kuriózních hledisek (např. seznam lidí, kteří zemřeli při sexu; či seznam největších soudních případů). Dalším úspěšným popularizátorským počinem byla kniha The 20th Century: History With the Boring Parts Left Out.
Věnuje se vytváření přehledových publikací a biografických slovníků. Jeho pravidelně aktualizované Complete Book of the Summer Olympics a Complete Book of the Winter Olympics patří k základním publikacím z oblasti dějin olympijských her.
Působil jako olympijský expert televizní stanice NBC, byl pokladníkem a místopředsedou Mezinárodní společnosti olympijských historiků a v roce 2012 byl zvolen jejím předsedou. Přispívá jako redaktor také do časopisu Parade.